# Viola davidii
Viola davidii Franch. – gatunek roślin z rodziny fiołkowatych (Violaceae). Występuje naturalnie w Chinach – w prowincjach Fujian, Guangdong, Hubei, Hunan, Jiangxi, Shaanxi, Syczuan i Zhejiang oraz Tybecie. 

## Morfologia
PokrójBylina dorastająca do 7–20 cm wysokości, tworzy kłącza.
LiścieBlaszka liściowa jest pierzasto-sieczna, złożona z klapek o podługowatym, podługowato owalnym lub lancetowatym kształcie. Mierzy 3–4 cm długości oraz 0,5–1 cm szerokości, jest karbowana na brzegu, ma ostrokątną nasadę i ostry wierzchołek. Ogonek liściowy jest nagi i ma 10–15 cm długości. Przylistki są owalnie lancetowate.
KwiatyPojedyncze, wyrastające z kątów pędów. Mają działki kielicha o kształcie od podługowatego do lancetowatego i dorastające do 5 mm długości. Płatki są od odwrotnie jajowatych do podługowatych, mają purpurową barwę oraz 15–16 mm długości, dolny płatek jest odwrotnie jajowaty, mierzy 20-23 mm długości, posiada obłą ostrogę o długości 5-6 mm.
OwoceTorebki mierzące 7 mm długości, o elipsoidalnym kształcie.

## Biologia i ekologia
Rośnie w lasach, na łąkach, brzegach cieków wodnych i skarpach.